# Winthrop (Arkansas)
Winthrop è una città degli Stati Uniti d'America situata nello Stato dell'Arkansas, nella Contea di Little River.